# Liste der polnischen Meister im Biathlon
Die Liste der polnischen Meister im Biathlon verzeichnet alle Titelträger bei nationalen polnischen Biathlonmeisterschaften seit der ersten Durchführung von Wettbewerben im Einzel 1967. Rekordmeister bei den Herren ist Tomasz Sikora mit 26 Titeln in Einzelrennen. Bei den Frauen, die seit 1990 Titelkämpfe durchführen, ist Magdalena Gwizdoń mit 15 Titeln als Einzelstarterin sowie einem Staffeltitel erfolgreichste Teilnehmerin vor Krystyna Pałka-Guzik mit 12 Einzeltiteln sowie sieben Titeln in Staffelrennen.
2012 und 2019 wurden die Titelkämpfe aufgrund der engen internationalen Terminkalender noch kurz vor Jahreswechsel des Vorjahres ausgetragen.

## Austragungsorte
- Zakopane: 1967–1978, 1980, 1982, 1983, 1986, 1992, 1993 2000
- Jakuszyce: 1979, 1995, 1998, 2001–2003, 2007, 2008, 2011, 2012, 2013, 2015, 2016, 2017
- Duszniki-Zdrój: 1981, 1985, 1988, 1990, 1991, 1999, 2004, 2014, 2015, 2017, 2018, 2019, 2020, 2021
- Wisła: 1984, 1987, 2009, 2012
- Szklarska Poręba: 1989
- Kościelisko: 2004, 2010, 2017
- Kiry: 2005, 2006
- Osrblie: 2014

## Männer
| Jahr | Sprint (10 km)                           | Verfolgung (12,5 km)                     | Massenstart (15 km)                      | Einzel (20 km)                         | Staffel (4 × 7,5 km)                                                                   | Mannschaft         |
| ---- | ---------------------------------------- | ---------------------------------------- | ---------------------------------------- | -------------------------------------- | -------------------------------------------------------------------------------------- | ------------------ |
| 1967 | –                                        | –                                        | –                                        | Andrzej Nędza (Kościelisko)            | –                                                                                      | –                  |
| 1968 | –                                        | –                                        | –                                        | Stanisław Szczepaniak (WKS Zakopane)   | Nationalteam                                                                           | –                  |
| 1969 | –                                        | –                                        | –                                        | Andrzej Rapacz (WKS Zakopane)          | WKS Zakopane                                                                           | –                  |
| 1970 | –                                        | –                                        | –                                        | Andrzej Rapacz (WKS Zakopane)          | WKS Zakopane                                                                           | –                  |
| 1971 | –                                        | –                                        | –                                        | Aleksander Klima (WKS Zakopane)        | –                                                                                      | –                  |
| 1972 | –                                        | –                                        | –                                        | Aleksander Klima (WKS Zakopane)        | –                                                                                      | –                  |
| 1973 | –                                        | –                                        | –                                        | Aleksander Klima (WKS Zakopane)        | –                                                                                      | –                  |
| 1974 | Andrzej Rapacz (WKS Zakopane)            | –                                        | –                                        | Jan Szpunar (WKS Zakopane)             | Nationalteam                                                                           | –                  |
| 1975 | Andrzej Rapacz (WKS Zakopane)            | –                                        | –                                        | Andrzej Rapacz (WKS Zakopane)          | –                                                                                      | –                  |
| 1976 | Andrzej Rapacz (WKS Zakopane)            | –                                        | –                                        | Andrzej Rapacz (WKS Zakopane)          | Nationalteam                                                                           | –                  |
| 1977 | Andrzej Rapacz (WKS Zakopane)            | –                                        | –                                        | Andrzej Rapacz (WKS Zakopane)          | –                                                                                      | –                  |
| 1978 | Andrzej Rapacz (WKS Zakopane)            | –                                        | –                                        | Jerzy Szyda (MKS Bodzentyń)            | –                                                                                      | –                  |
| 1979 | Andrzej Rapacz (WKS Zakopane)            | –                                        | –                                        | Władysław Grysztar (Górnik Iwonicz)    | WKS Zakopane                                                                           | –                  |
| 1980 | Stanisław Trebunia (WKS Zakopane)        | –                                        | –                                        | Leopold Latawiec (WKS Zakopane)        | WKS Zakopane                                                                           | –                  |
| 1981 | Leopold Latawiec (WKS Zakopane)          | –                                        | –                                        | Władysław Grysztar (Górnik Iwonicz)    | WKS Zakopane                                                                           | –                  |
| 1982 | Leopold Latawiec (WKS Zakopane)          | –                                        | –                                        | Jerzy Szyda (Górnik Wałbrzych)         | WKS Zakopane                                                                           | –                  |
| 1983 | Władysław Grysztar (Górnik Iwonicz)      | –                                        | –                                        | Krzysztof Ptaszkowski (WKS Zakopane)   | WKS Zakopane                                                                           | –                  |
| 1984 | Jerzy Gładysz (WKS Zakopane)             | –                                        | –                                        | Tadeusz Bobak (WKS Zakopane)           | WKS Zakopane                                                                           | –                  |
| 1985 | Leszek Mozelewski (Górnik Wałbrzych)     | –                                        | –                                        | Władysław Grysztar (Górnik Iwonicz)    | WKS Zakopane                                                                           | –                  |
| 1986 | Władysław Grysztar (Górnik Iwonicz)      | –                                        | –                                        | Władysław Chyc-Mulik (WKS Zakopane)    | Górnik Wałbrzych                                                                       | –                  |
| 1987 | Kazimierz Urbaniak (Górnik Wałbrzych)    | –                                        | –                                        | Kazimierz Urbaniak (Górnik Wałbrzych)  | Górnik Wałbrzych                                                                       | –                  |
| 1988 | Adam Kania (WKS Zakopane)                | –                                        | –                                        | Jan Ziemianin (Turbacz Mszana Dolna)   | Górnik Wałbrzych                                                                       | –                  |
| 1989 | Jan Ziemianin (Turbacz Mszana Dolna)     | –                                        | –                                        | Piotr Pluta (Górnik Wałbrzych)         | Górnik Wałbrzych                                                                       | –                  |
| 1990 | Jan Ziemianin (Turbacz Mszana Dolna)     | –                                        | –                                        | Krzysztof Sosna (Dynamit Chorzów)      | –                                                                                      | –                  |
| 1991 | Krzysztof Sosna (Dynamit Chorzów)        | –                                        | –                                        | Jan Wojtas (Górnik Wałbrzych)          | Górnik Wałbrzych                                                                       | –                  |
| 1992 | Krzysztof Topór (WKS Zakopane)           | –                                        | –                                        | Dariusz Kozłowski (Górnik Wałbrzych)   | Górnik Wałbrzych                                                                       | –                  |
| 1993 | Jan Ziemianin (Dynamit Chorzów)          | –                                        | –                                        | Jan Ziemianin (Dynamit Chorzów)        | Biathlon Wałbrzych                                                                     | –                  |
| 1994 | Tomasz Sikora (Biathlon Śląski)          | –                                        | –                                        | Jan Ziemianin (WKS Zakopane)           | Biathlon Wałbrzych                                                                     |                    |
| 1995 | Jan Wojtas (Biathlon Wałbrzych)          | –                                        | –                                        | Jan Ziemianin (WKS Zakopane)           | WKS Zakopane                                                                           | WKS Zakopane       |
| 1996 | Tomasz Sikora (Dynamit Chorzów)          | –                                        | –                                        | Wiesław Ziemianin (WKS Zakopane)       | WKS Zakopane                                                                           | Biathlon Wałbrzych |
| 1997 | Wiesław Ziemianin (WKS Zakopane)         | –                                        | –                                        | Jan Ziemianin (WKS Zakopane)           | –                                                                                      | –                  |
| 1998 | Jan Ziemianin (WKS Zakopane)             | –                                        | –                                        | Wojciech Kozub (WKS Zakopane)          | WKS Zakopane                                                                           | WKS Zakopane       |
| 1999 |                                          | Tomasz Sikora (Dynamit Chorzów)          | –                                        | Tomasz Sikora (Dynamit Chorzów)        | –                                                                                      | –                  |
| 2000 | Tomasz Sikora (Dynamit Chorzów)          | Wojciech Kozub (WKS Zakopane)            | –                                        | Wojciech Kozub (WKS Zakopane)          | WKS Zakopane                                                                           | –                  |
| 2001 | Wojciech Kozub (WKS Zakopane)            | Wojciech Kozub (WKS Zakopane)            |                                          | Tomasz Sikora (Dynamit Chorzów)        | WKS Zakopane                                                                           | –                  |
| 2002 | Krzysztof Topór (BKS WP Kościelisko)     | Tomasz Sikora (Dynamit Chorzów)          |                                          | Tomasz Sikora (Dynamit Chorzów)        | BKS WP Kościelisko                                                                     |                    |
| 2003 | Tomasz Sikora (Dynamit Chorzów)          | Tomasz Sikora (Dynamit Chorzów)          |                                          | Sylwester Kulig (AZS AE Wałbrzych)     | AZS AWF Katowice                                                                       |                    |
| 2004 | Wiesław Ziemianin (BKS WP Kościelisko)   | Krzysztof Pływaczyk (AZS AE Wrocław)     |                                          | Tomasz Sikora (Dynamit Chorzów)        | AZS AWF Katowice                                                                       |                    |
| 2005 | Tomasz Sikora (Dynamit Chorzów)          | Tomasz Sikora (Dynamit Chorzów)          |                                          | Wiesław Ziemianin (BKS WP Kościelisko) |                                                                                        |                    |
| 2006 | Tomasz Sikora (Dynamit Chorzów)          | Michał Piecha (AZS AWF Katowice)         |                                          | Krzysztof Pływaczyk (AZS AE Wrocław)   | AZS AWF KatowiceKrzysztof Uklejewicz Grzegorz Bodziana Łukasz Witek Michał Piecha      |                    |
| 2007 | Tomasz Sikora (Dynamit Chorzów)          | Tomasz Sikora (Dynamit Chorzów)          |                                          | Grzegorz Bodziana (AZS AWF Katowice)   | BKS WP Kościelisko IAdam Kwak Mirosław Kobus Wiesław Ziemianin Łukasz Szczurek         |                    |
| 2008 | Tomasz Sikora (Dynamit Chorzów)          | Tomasz Sikora (Dynamit Chorzów)          |                                          |                                        |                                                                                        |                    |
| 2009 | Tomasz Sikora (Dynamit Chorzów)          | Tomasz Sikora (Dynamit Chorzów)          |                                          | Tomasz Sikora (Dynamit Chorzów)        | BKS WP KościeliskoAdam Kwak Krzysztof Pływaczyk Mirosław Kobus Łukasz Szczurek         |                    |
| 2011 | Tomasz Sikora (AZS AWF Katowice)         | Krzysztof Pływaczyk (BKS WP Kościelisko) | Krzysztof Pływaczyk (BKS WP Kościelisko) |                                        | BKS WP KościeliskoAdam Kwak Mirosław Kobus Łukasz Szczurek Krzysztof Pływaczyk         |                    |
| 2012 | Tomasz Sikora (AZS AWF Katowice)         | Tomasz Sikora (AZS AWF Katowice)         | Tomasz Sikora (AZS AWF Katowice)         | Tomasz Sikora (AZS AWF Katowice)       | AZS AWF KatowiceMirosław Kobus Tomasz Sikora Grzegorz Bril Rafał Lepel                 |                    |
| 2013 | Łukasz Słonina (AZS AWF Wrocław)         | Łukasz Szczurek (BKS WP-Kościelisko)     |                                          |                                        | BKS WP Kościelisko IIAdam Kwak Łukasz Szczurek Grzegorz Jakubowicz Krzysztof Pływaczyk |                    |
| 2014 | Krzysztof Pływaczyk (BKS WP-Kościelisko) |                                          | Krzysztof Pływaczyk (BKS WP-Kościelisko) |                                        |                                                                                        |                    |
| 2015 | Krzysztof Pływaczyk (BKS WP-Kościelisko) |                                          | Grzegorz Guzik (BLKS Żywiec)             |                                        | BKS WP Kościelisko IIŁukasz Szczurek Grzegorz Jakubowicz Tomasz Jakieła Tomasz Zięba   |                    |
| 2016 | Grzegorz Guzik (BLKS Żywiec)             |                                          |                                          |                                        | BKS WP KościeliskoAndrzej Nędza Kubiniec Tomasz Zięba Tomasz Jakieła Łukasz Szczurek   |                    |
| 2017 | Grzegorz Guzik (BLKS Żywiec)             | Grzegorz Guzik (BLKS Żywiec)             | Łukasz Szczurek (BKS WP-Kościelisko)     |                                        |                                                                                        |                    |
| 2018 | Grzegorz Guzik (BLKS Żywiec)             |                                          | Łukasz Szczurek (BKS WP-Kościelisko)     |                                        |                                                                                        |                    |
| 2019 | Mateusz Janik (AZS AE Wrocław)           |                                          | Łukasz Szczurek (BKS WP-Kościelisko)     |                                        |                                                                                        |                    |
| 2020 |                                          |                                          |                                          |                                        |                                                                                        |                    |

## Frauen
| Jahr | Sprint (7,5 km)                       | Verfolgung (10 km)                              | Massenstart (12,5 km)                  | Einzel (15 km)                                  | Staffel (3 × 7,5 km)                                                                 | Mannschaft              |
| ---- | ------------------------------------- | ----------------------------------------------- | -------------------------------------- | ----------------------------------------------- | ------------------------------------------------------------------------------------ | ----------------------- |
| 1990 | Agata Suszka (Dynamit Chorzów)        | –                                               | –                                      | Zofia Kiełpińska (Dynamit Chorzów)              | –                                                                                    | –                       |
| 1991 | Halina Pitoń (Dynamit Chorzów)        | –                                               | –                                      | Krystyna Liberda (Dynamit Chorzów)              | Dynamit Chorzów                                                                      | –                       |
| 1992 | Zofia Kiełpińska (Dynamit Chorzów)    | –                                               | –                                      | Krystyna Liberda (Dynamit Chorzów)              | Dynamit Chorzów                                                                      | –                       |
| 1993 | Agata Suszka (Dynamit Chorzów)        | –                                               | –                                      | Helena Mikołajczyk (Tytan Zakopane)             | Tytan Zakopane                                                                       | –                       |
| 1994 | Anna Stera (Orlica Duszniki Zdrój)    | –                                               | –                                      | Anna Stera (Orlica Duszniki Zdrój)              | –                                                                                    | –                       |
| 1995 | Halina Pitoń (WKS Zakopane)           | –                                               | –                                      | Anna Stera (MKS Duszniki Zdrój)                 | WKS Zakopane                                                                         | WKS Zakopane            |
| 1996 | Anna Stera (Orlica Duszniki Zdrój)    | –                                               | –                                      | Anna Stera (Orlica Duszniki Zdrój)              | Karkonosze Jelenia Góra                                                              | Karkonosze Jelenia Góra |
| 1997 | Agata Suszka (Dynamit Chorzów)        | –                                               | –                                      | Agata Suszka (Dynamit Chorzów)                  | –                                                                                    | –                       |
| 1998 | Halina Guńka (WKS Zakopane)           | –                                               | –                                      | Agata Suszka (Dynamit Chorzów)                  | WKS Zakopane                                                                         | WKS Zakopane            |
| 1999 | Agata Suszka (Dynamit Chorzów)        | Agata Suszka (Dynamit Chorzów)                  |                                        | Agata Suszka (Dynamit Chorzów)                  | –                                                                                    | –                       |
| 2000 | Magdalena Gwizdoń (KKS Bielsko-Biała) | Magdalena Grzywa (WKS Zakopane)                 | –                                      | Magdalena Grzywa (WKS Zakopane)                 | WKS Zakopane                                                                         | –                       |
| 2001 | Beata Kiełtyka (WKS Zakopane)         | Magdalena Gwizdoń (KKS Bielsko-Biała)           | –                                      | Magdalena Gwizdoń (KKS Bielsko-Biała)           | WKS Zakopane                                                                         | –                       |
| 2002 | Magdalena Grzywa (AZS AWF Katowice)   | Magdalena Gwizdoń (KKS Bielsko-Biała)           |                                        | Magdalena Grzywa (AZS AWF Katowice)             | BKS WP Kościelisko                                                                   | –                       |
| 2003 | Magdalena Grzywa (AZS Katowice)       | Magdalena Grzywa (AZS Katowice)                 |                                        | Magdalena Gwizdoń (KKS Bielsko-Biała)           | MKS Duszniki Zdrój                                                                   | –                       |
| 2004 | Krystyna Pałka (AZS AWF Katowice)     | Magdalena Nykiel (MKS Karkonosze Jelenia Góra)  |                                        | Magdalena Gwizdoń (KKS Bielsko-Biała)           | AZS AWF Katowice                                                                     | –                       |
| 2005 | Magdalena Gwizdoń (BLKS Żywiec)       | Magdalena Gwizdoń (BLKS Żywiec)                 |                                        | Krystyna Pałka (AZS AWF Katowice)               |                                                                                      | –                       |
| 2006 | Krystyna Pałka (AZS AWF Katowice)     | Magdalena Gwizdoń (BLKS Żywiec)                 |                                        | Magdalena Gwizdoń (BLKS Żywiec)                 | AZS AWF KatowicePaulina Bobak Krystyna Pałka Tiffany Tyrała Magdalena Grzywa         | –                       |
| 2007 | Magdalena Gwizdoń (BLKS Żywiec)       | Krystyna Pałka (AZS AWF Katowice)               |                                        | Agnieszka Grzybek (MKS Karkonosze Jelenia Góra) | AZS AWF KatowicePaulina Bobak Tiffany Tyrała Weronika Nowakowska Krystyna Pałka      | –                       |
| 2008 | Krystyna Pałka (AZS AWF Katowice)     | Weronika Nowakowska (AZS AWF Katowice)          |                                        |                                                 |                                                                                      | –                       |
| 2009 | Krystyna Pałka (AZS AWF Katowice)     | Agnieszka Grzybek (MKS Karkonosze Jelenia Góra) |                                        | Weronika Nowakowska (AZS AWF Katowice)          | AZS AWF KatowicePaulina Bobak Krystyna Pałka Patrycja Hojnisz Weronika Nowakowska    | –                       |
| 2011 | Agnieszka Cyl (SMS Szklarska Poręba)  | Agnieszka Cyl (SMS Szklarska Poręba)            | Monika Hojnisz (UKS Lider Katowice)    |                                                 | AZS AWF KatowiceKarolina Pitoń Beata Szymańczak Krystyna Pałka Paulina Bobak         | –                       |
| 2012 | Karolina Pitoń (BKS WP Kościelisko)   | Krystyna Pałka (AZS AWF Katowice)               | Weronika Nowakowska (AZS AWF Katowice) | Krystyna Pałka (AZS AWF Katowice)               | AZS AWF KatowicePatrycja Hojnisz Weronika Nowakowska Krystyna Pałka Beata Szymańczak | –                       |
| 2013 | Magdalena Gwizdoń (BLKS Żywiec)       | Magdalena Gwizdoń (BLKS Żywiec)                 |                                        |                                                 | AZS AWF KatowiceKrystyna Pałka Karolina Batożyńska Patrycja Hojnisz Paulina Bobak    | –                       |
| 2014 | Magdalena Gwizdoń (BLKS Żywiec)       |                                                 | Paulina Bobak (AZS AWF Katowice)       |                                                 |                                                                                      |                         |
| 2015 | Magdalena Gwizdoń (BLKS Żywiec)       |                                                 | Krystyna Guzik (AZS AWF Katowice)      | Krystyna Guzik (AZS AWF Katowice)               | BKS WP KościeliskoAnna Mąka Beata Lassak Kinga Mitoraj Karolina Pitoń                |                         |
| 2016 | Krystyna Guzik (AZS AWF Katowice)     |                                                 |                                        |                                                 | BKS WP KościeliskoAnna Mąka Beata Lassak Karolina Pitoń Kinga Mitoraj                |                         |
| 2017 | Monika Hojnisz (UKS Lider Katowice)   | Kamila Żuk (AZS-AWF Katowice)                   | Monika Hojnisz (UKS Lider Katowice)    |                                                 |                                                                                      |                         |
| 2018 | Krystyna Guzik (AZS AWF Katowice)     |                                                 | Karolina Pitoń (BKS WP Kościelisko)    |                                                 |                                                                                      |                         |
| 2019 | Magdalena Gwizdoń (BLKS Żywiec)       |                                                 |                                        | Karolina Pitoń (BKS WP Kościelisko)             |                                                                                      |                         |
| 2020 |                                       |                                                 |                                        |                                                 |                                                                                      |                         |

## Mixed-Staffel
| Jahr | Mixed-Staffel                                                                       | Mixed-Single                                |
| ---- | ----------------------------------------------------------------------------------- | ------------------------------------------- |
| 2017 | BKS WP KościeliskoKinga Mitoraj Karolina Pitoń Tomasz Jakieła Łukasz Szczurek       | BLKS ŻywiecMagdalena Gwizdoń Grzegorz Guzik |
| 2018 |                                                                                     |                                             |
| 2019 | BKS WP KościeliskoKinga Zbylut Karolina Pitoń Tomasz Jakieła Andrzej Nędza Kubiniec |                                             |
| 2020 |                                                                                     |                                             |